# Lijst van rijksmonumenten aan de Oude Waal
Een overzicht van de 20 rijksmonumenten aan de Oude Waal in Amsterdam.
| Object | Oorspronkelijke functie? | Bouwjaar                         | Architect | Locatie      | Coördinaten?                  | Nr.? | Afbeelding        |
| --- | ------------------------ | -------------------------------- | --------- | ------------ | ----------------------------- | ---- | ----------------- |
| Pand met gevel onder klokvormige top met rollagen | Werk-woonhuis            | 18e/19e eeuw                     |           | Oude Waal 7  | 52° 22' 24" NB, 4° 54' 12" OL | 6223 | Meer afbeeldingen |
| Pand met gevel onder klokvormige top met rollagen | Woonhuis                 | 18e/19e eeuw                     |           | Oude Waal 13 | 52° 22' 23" NB, 4° 54' 13" OL | 6224 | Meer afbeeldingen |
| Pand met gevel onder rollagentop met twee borstbeelden in medaillons                                                                                     | Gebouw                   | 18e/19e eeuw                     |           | Oude Waal 15 | 52° 22' 23" NB, 4° 54' 13" OL | 6225 | Meer afbeeldingen |
| Twee huizen onder een dak, met vierraamsgevel onder rechte lijst met consoles en drie sierstenen; houten pui uit de bouwtijd, waarin empire deurpartijen | Gebouw                   | 1729                             |           | Oude Waal 17 | 52° 22' 23" NB, 4° 54' 14" OL | 6226 | Meer afbeeldingen |
| Pand met gevel onder klokvormige top met rollagen en afdeklijst                                                                                          | Gebouw                   | 19e eeuw                         |           | Oude Waal 27 | 52° 22' 22" NB, 4° 54' 16" OL | 6227 | Meer afbeeldingen |
| Huis voorzien van gevellijst met consoles | Woonhuis                 | 17e eeuw en later                |           | Oude Waal 29 | 52° 22' 21" NB, 4° 54' 16" OL | 6228 | Meer afbeeldingen |
| Huis onder rechte lijst en consoles en dakschavot | Gebouw                   | 17e eeuw of derde kwart 19e eeuw |           | Oude Waal 31 | 52° 22' 21" NB, 4° 54' 17" OL | 6229 | Meer afbeeldingen |
| Pand met klokgevel met empire deur | Gebouw                   | derde kwart 18e eeuw             |           | Oude Waal 33 | 52° 22' 21" NB, 4° 54' 17" OL | 6230 | Meer afbeeldingen |
| Pand met gevel onder rechte lijst | Woonhuis                 | 18e/19e eeuw                     |           | Oude Waal 39 | 52° 22' 20" NB, 4° 54' 18" OL | 6231 | Meer afbeeldingen |
| Pand met gevel onder rechte lijst, met houten pui waarin gesneden deur en vensteromlijstingen                                                            | Gebouw                   | eerste helft 19e eeuw            |           | Oude Waal 6  | 52° 22' 24" NB, 4° 54' 12" OL | 6232 | Meer afbeeldingen |
| Pand met gevel onder rechte lijst | Gebouw                   | 18e/19e eeuw                     |           | Oude Waal 14 | 52° 22' 23" NB, 4° 54' 13" OL | 6233 | Meer afbeeldingen |
| Pand met halsgevel met een gevelsteen met spreuk | Gebouw                   | 1723                             |           | Oude Waal 16 | 52° 22' 23" NB, 4° 54' 13" OL | 6234 | Meer afbeeldingen |
| Pand met klokgevel met deuromlijsting, gesneden deuren en snijramen                                                                                      | Gebouw                   | derde kwart 18e eeuw             |           | Oude Waal 26 | 52° 22' 22" NB, 4° 54' 16" OL | 6235 | Meer afbeeldingen |
| Pand met gevel onder klokvormige top met rollagen en afdeklijst                                                                                          | Gebouw                   | 18e/19e eeuw                     |           | Oude Waal 28 | 52° 22' 21" NB, 4° 54' 16" OL | 6236 | Meer afbeeldingen |
| Pand met halsgevel met vleugelstukken van bijzonder ontwerp en met een gevelsteen                                                                        | Gebouw                   | 1730                             |           | Oude Waal 30 | 52° 22' 21" NB, 4° 54' 16" OL | 6237 | Meer afbeeldingen |
| Pand met klokgevel met louis xv gevelsteen | Gebouw                   | 1761                             |           | Oude Waal 32 | 52° 22' 21" NB, 4° 54' 17" OL | 6238 | Meer afbeeldingen |
| Pand met gevel onder klokvormige top met rollagen | Gebouw                   | 18e/19e eeuw                     |           | Oude Waal 34 | 52° 22' 21" NB, 4° 54' 17" OL | 6239 | Meer afbeeldingen |
| Pand met gevel onder rechte lijst | Gebouw                   | 18e/19e eeuw                     |           | Oude Waal 38 | 52° 22' 20" NB, 4° 54' 18" OL | 6240 | Meer afbeeldingen |
| Pand met halsgevel | Gebouw                   | 18e/19e eeuw                     |           | Oude Waal 40 | 52° 22' 20" NB, 4° 54' 19" OL | 6241 | Meer afbeeldingen |
| Pand met halsgevel | Gebouw                   | eerste of tweede kwart 18e eeuw  |           | Oude Waal 42 | 52° 22' 20" NB, 4° 54' 19" OL | 6242 | Meer afbeeldingen |